# Stazione di Takeshita
La stazione di Takeshita (竹下駅?, Takeshita-eki) è una stazione ferroviaria di Fukuoka, e si trova nel quartiere di Hakata-ku. La stazione è servita dalla linea principale Kagoshima della JR Kyushu.

## Linee e servizi ferroviari
JR Kyushu
■ Linea principale Kagoshima

## Struttura
La stazione si trova sotto il viadotto del Kyūshū Shinkansen e possiede due binari in superficie con altri due binari di sorpasso per i treni veloci, con una banchina a isola centrale. Il fabbricato viaggiatori è a ponte sopra i binari e dispone di tornelli di accesso automatici, servizi igienici e biglietteria presenziata. 
| 1 | ■ Linea principale Kagoshima |  | per Hakata, Akama, Orio e Kokura |
| 2 | ■ Linea principale Kagoshima |  | per Futsukaichi, Tosu e Ōmuta    |

## Stazioni adiacenti
| «                          | Servizio                   | »                          |
| Linea principale Kagoshima | Linea principale Kagoshima | Linea principale Kagoshima |
| -------------------------- | -------------------------- | -------------------------- |
| Hakata                     | Locale                     | Sasabaru                   |
| Transito                   | Rapido1                    | Transito                   |
| Transito                   | Semirapido1                | Transito                   |

- 1: Alcuni di questi treni fermano nelle ore di punta.